# ريتشارد لينتنر
ريتشارد لينتنر (من مواليد 15 نوفمبر 1977) هو لاعب هوكي جليد محترف سابق من سلوفاكيا، وكان يلعب في مركز الدفاع. لعب آخر مرة مع فريق اتش سي دينامو مينسك في دوري الهوكي القاري ، وهو حالياً مقدم برامج تلفزيونية. سبق له أن لعب في دوري الهوكي الوطني مع فرق ناشفيل بريداتورز، نيويورك رينجرز، وبيتسبرغ بنغوينز.

## مسيرته
لينتنر مثّل سلوفاكيا في بطولات العالم كل عام من 2001 حتى 2005. في 29 ديسمبر 2009، اختير لينتنر لمنتخب سلوفاكيا للمشاركة في دورة الألعاب الأولمبية الشتوية لعام 2010 في فانكوفر. ومع ذلك، استُبدِل باللاعب إيفان بارانكا.